# Capabilité machine
La capabilité, parfois appelée {\displaystyle C_{P}} pour Capabilité processus ou {\displaystyle C_{M}} pour Capabilité machine est l'adéquation d'une machine ou d'un procédé à la production d'une performance demandée. Elle permet de rendre compte de la capacité d'une machine ou d'un procédé à réaliser des pièces dans l'intervalle de tolérance  souhaité. Elle peut faire appel à la maîtrise statistique des procédés.

## Définition
Au cours d'un procédé de fabrication, on cherche à maintenir une grandeur {\displaystyle x} (dimension, propriété physique, etc.) à l'intérieur d'un intervalle de tolérance {\displaystyle [T_{i};T_{s}]}, où {\displaystyle T_{i}} et {\displaystyle T_{s}} sont les bornes inférieure et supérieures de l'intervalle de tolérance. {\displaystyle x} est une variable aléatoire dont on estime l'écart type {\displaystyle \sigma } et la moyenne {\displaystyle {\bar {x}}} à partir d'un échantillon.
Connaissant ces quatre valeurs, on définit les indices de capabilité {\displaystyle C_{M}} et {\displaystyle C_{MK}} par
{\displaystyle C_{M}\,={\frac {T_{s}-T_{i}}{6\sigma }}}
{\displaystyle C_{MK}\,=\min \,\left[\,{\frac {T_{s}-{\bar {x}}}{3\sigma }}\,;\,{\frac {{\bar {x}}-T_{i}}{3\sigma }}\,\right]}

## Interprétation
Au-delà des valeurs et des formules, il est important de comprendre la signification de ces valeurs.
Le terme {\displaystyle C_{M}} représente bien l'aptitude d'un processus à produire de manière précise et répétable. Un {\displaystyle C_{M}} élevé indique que toutes les pièces produites vont se ressembler ; un {\displaystyle C_{M}} faible désigne une production dispersée. Mais un bon {\displaystyle C_{M}} peut aussi correspondre à une production en dehors des limites de la tolérance. En effet, la conformité industrielle d'une population de fabrication va dépendre de l'étendue, non seulement de sa dispersion, mais aussi de la position de sa moyenne par rapport à l'intervalle de tolérance.
Pour sa part, {\displaystyle C_{MK}} représente aussi le centrage de la production par rapport aux limites de la tolérance. Un {\displaystyle C_{MK}} élevé indique non seulement que la production est répétable, mais qu'elle est également bien centrée dans l'intervalle de tolérance et qu'il y aura peu de risque de voir des pièces produites en dehors des tolérances (63 pièces par million produites pour {\displaystyle C_{MK}}=1,33 et moins de 1 pièce par million pour {\displaystyle C_{MK}}=1,67).
Il est « impossible » d'avoir {\displaystyle C_{MK}>C_{M}}, dans le cas de distribution selon une loi normale. Actuellement, en 2008, les grands constructeurs automobiles (PSA, Renault, Ford) imposent les valeurs minimum suivantes : {\displaystyle C_{M}}{\displaystyle >=}1,67, {\displaystyle C_{MK}}{\displaystyle >=}1,3.
Les formules précédentes s'entendent pour une loi normale qui est telle que la dispersion D= 6*sigma.

## Différence entrecapabilité procédéetcapabilité machine
{\displaystyle C_{P}} et {\displaystyle C_{M}} sont calculés de la même façon, mais sur des échantillons différents. {\displaystyle C_{M}} ayant pour but de caractériser une machine doit être mesurée sur 50[réf. nécessaire] pièces consécutives sans changement de réglage. {\displaystyle C_{P}} ayant pour but de caractériser un procédé doit être fait sur des pièces issues de séries distinctes et à la fin de toutes les étapes du procédé. {\displaystyle C_{M}} doit être plus restrictif.

## Illustration graphique
Les lignes rouges représentent l'intervalle de tolérance. Dans la première figure, l'écart-type est important, {\displaystyle C_{M}} et {\displaystyle C_{MK}} sont mauvais. Dans la deuxième figure, l'objet est reproductible, mais la moyenne est excentrée sur l'intervalle. {\displaystyle C_{M}} est bon mais {\displaystyle C_{MK}} est mauvais. En bas, {\displaystyle C_{M}} et {\displaystyle C_{MK}} sont bons tous les deux, car l'écart-type est faible et la moyenne est centrée. 